# Phyllopentas mussaendoides
Phyllopentas mussaendoides är en måreväxtart som först beskrevs av John Gilbert Baker, och fick sitt nu gällande namn av Jesper Kårehed och Birgitta Bremer. Phyllopentas mussaendoides ingår i släktet Phyllopentas och familjen måreväxter.
Artens utbredningsområde är Madagaskar. Inga underarter finns listade i Catalogue of Life.